# Arantzazu Martínez
Arantzazu Martínez Peciña (Vitoria, Álava, 5 de julio de 1977) es una pintora española. 

## Biografía
Estudia Bellas Artes en la Universidad del País Vasco, trasladándose posteriormente a Nueva York para estudiar en The New York Ademy of Art. Entra a formar parte del Water Street Atelier donde conoce a Jacob Collins y permanece bajo su instrucción hasta el año 2005, periodo en el cual adquiere su formación según los métodos tradicionales académicos de la pintura del siglo XIX. 

## Obra
Su pintura está caracterizada por el realismo y simbolismo de sus figuras. Actualmente algunas de sus obras se encuentran en la colección del Museo Europeo de Arte Moderno (MEAM) en Barcelona.
En el año 2010 forma parte de un proyecto de Lucasfilm Ltd. con su obra "Rancor" incluida en el libro "Star Wars Art: Visions"

## Premios y reconocimientos
- 2016 Finalista, 12th Annual ARC Salon, "Vedma". Óleo sobre tabla.

- 2015 Best in Show, 11th Annual ARC Salon, "Absolute Trust - Sleeping Beauty". Óleo sobre lienzo.

- 2011 Finalista en el International Art Renewal Center Salon con "Rancor","Always in Your Thoughts (Siempre en Tus Pensamientos)" y "Bird Girl (Chica Pájaro)"

- 2010 Finalista en el International Art Renewal Center Salon: "The Hideout (La Guarida)"

- 2009 Finalista en el International Art Renewal Center Salon: "The witches’ house (La Casa de las Brujas)"

- 2007 Primer Premio categoría Figurativa en el International Art Renewal Center Salon: "The Death of Love").[4] Finalista: "At Dawn","Fallen Angel" y "A House in Tuscany"

- 2005 Tercer Premio categoría Dibujo en el International Art Renewal Center Salon: " Paradise Lost".

- 2005 Tercer Premio categoría Paisaje en el International Art Renewal Center Salon: "The Old Tower".